# Italienskt rör
Italienskt rör (Arundo donax) är en gräsart som beskrevs av Carl von Linné. Andra svenska namn är bl.a. Pålrör, Käpprör, Spanskt rör och Medelhavsvass. Italienskt rör har odlats som trädgårdsväxt i Sverige sen åtminstone 1863. Det har använts bla till att göra promenadkäppar och spaljéer, men används nu framförallt till rörblad i träblåsinstrument.
Arundo donax ingår i släktet Arundo och familjen gräs. Inga underarter finns listade i Catalogue of Life.
Ursprungliga populationer registrerades i Mellanöstern, Egypten, Iran, Irak, på Arabiska halvön, i Turkmenistan, Indien, Bangladesh och i Sydkorea. Italienskt rör introducerades i flera andra regioner över hela världen. Den växer i låglandet och i bergstrakter upp till 1450 meter över havet. Den hittas vid strandlinjen av vattendrag och insjöar, i diken och i träskmarker.
För beståndet är inga hot kända. Hela populationen anses vara stor. IUCN listar arten som livskraftig (LC).

## Bildgalleri

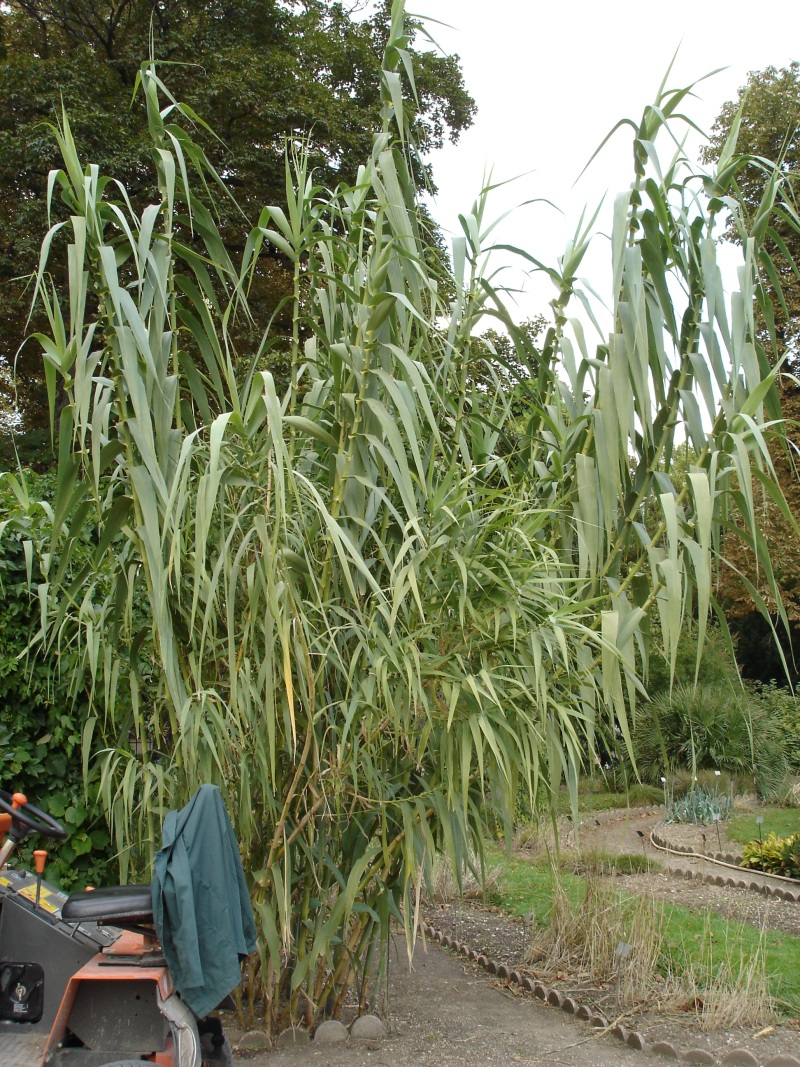
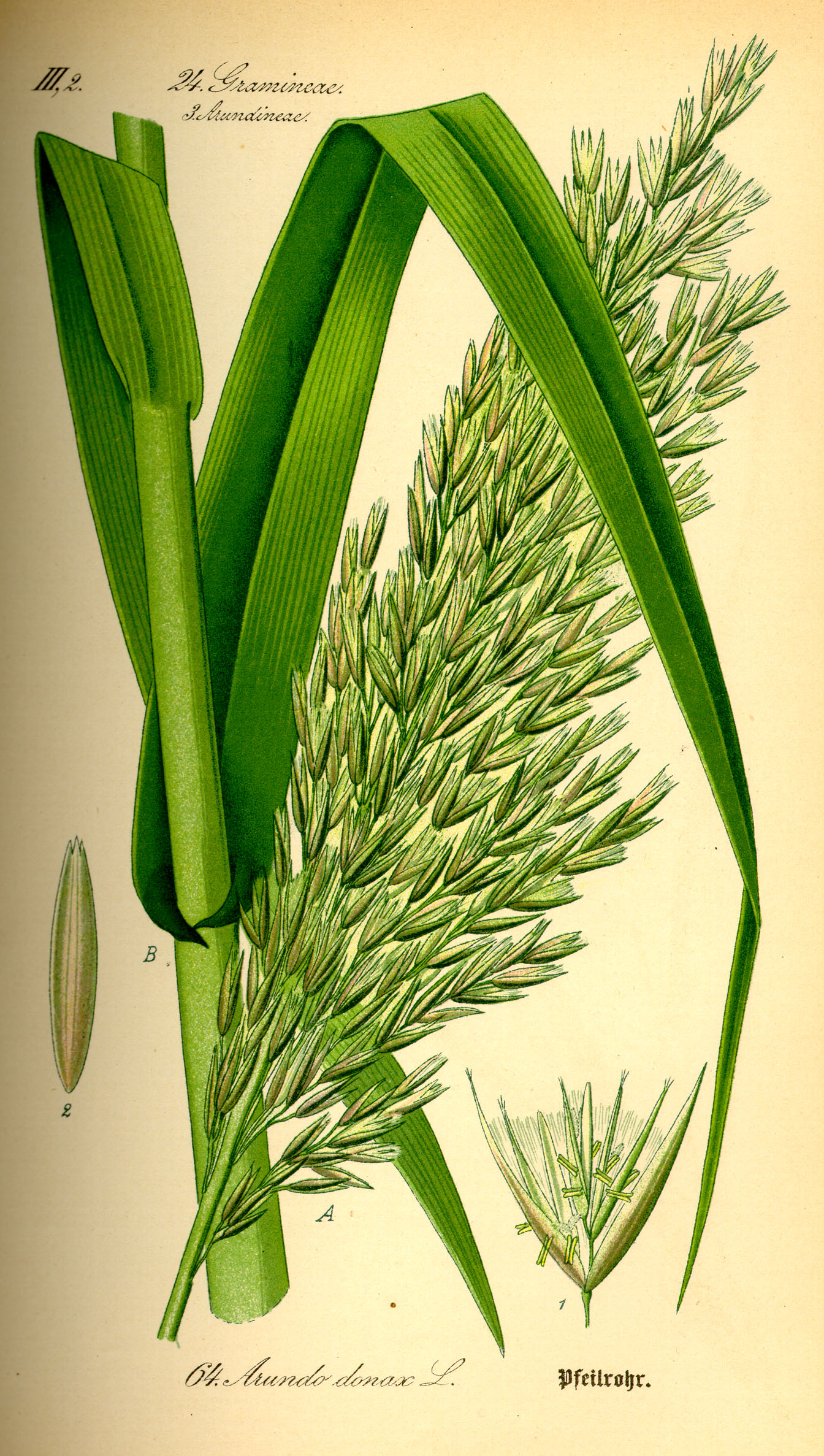
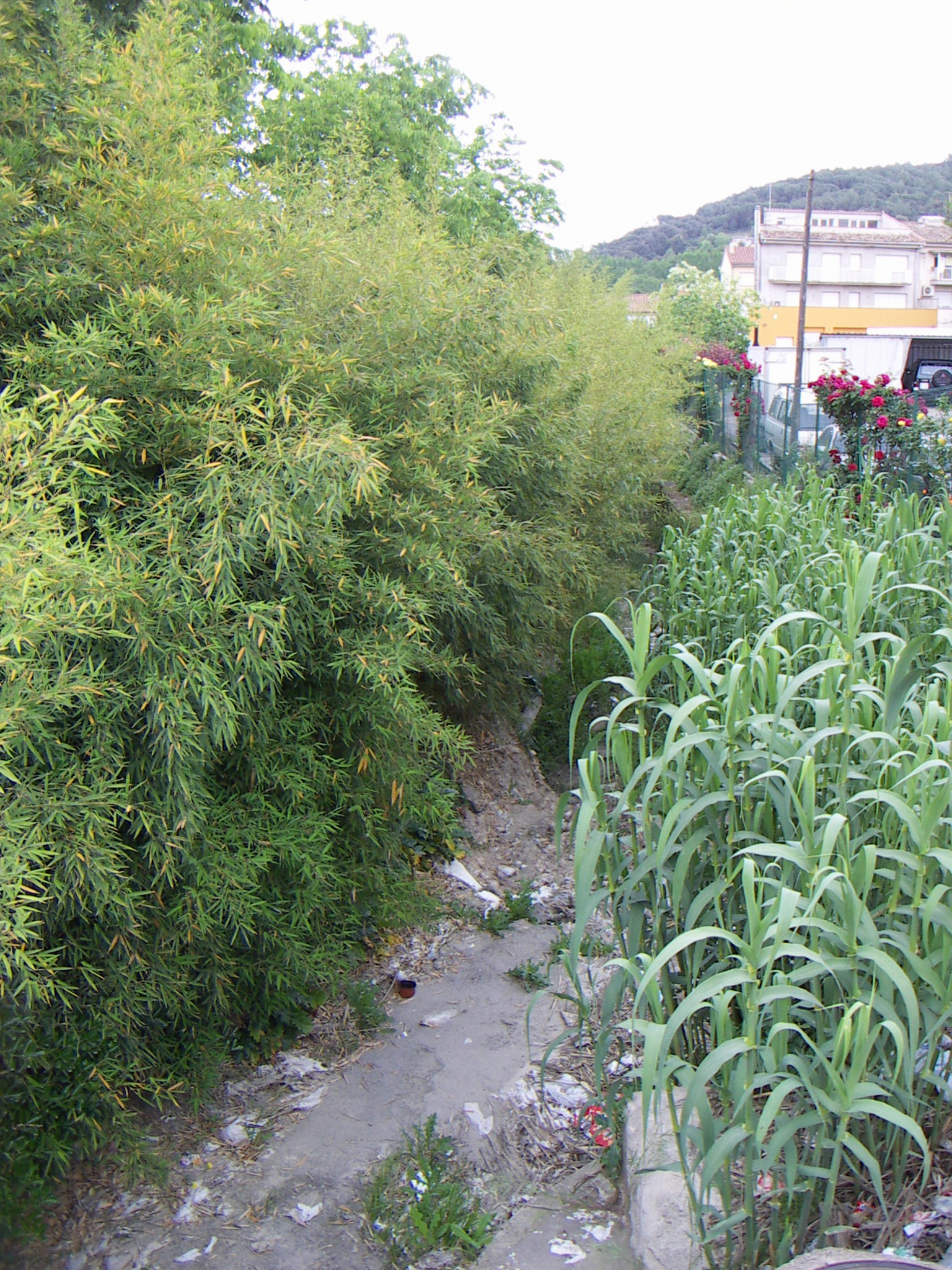
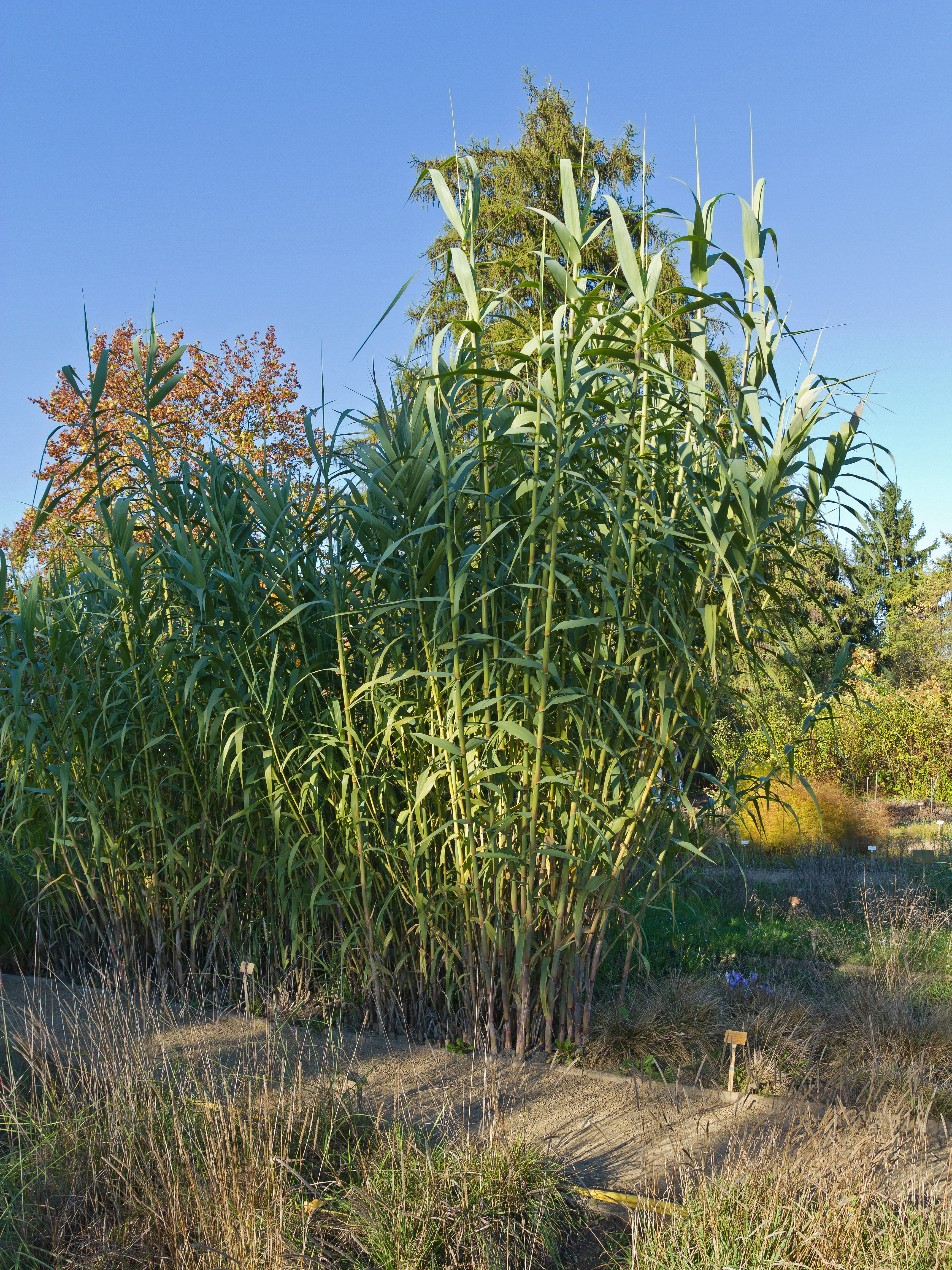
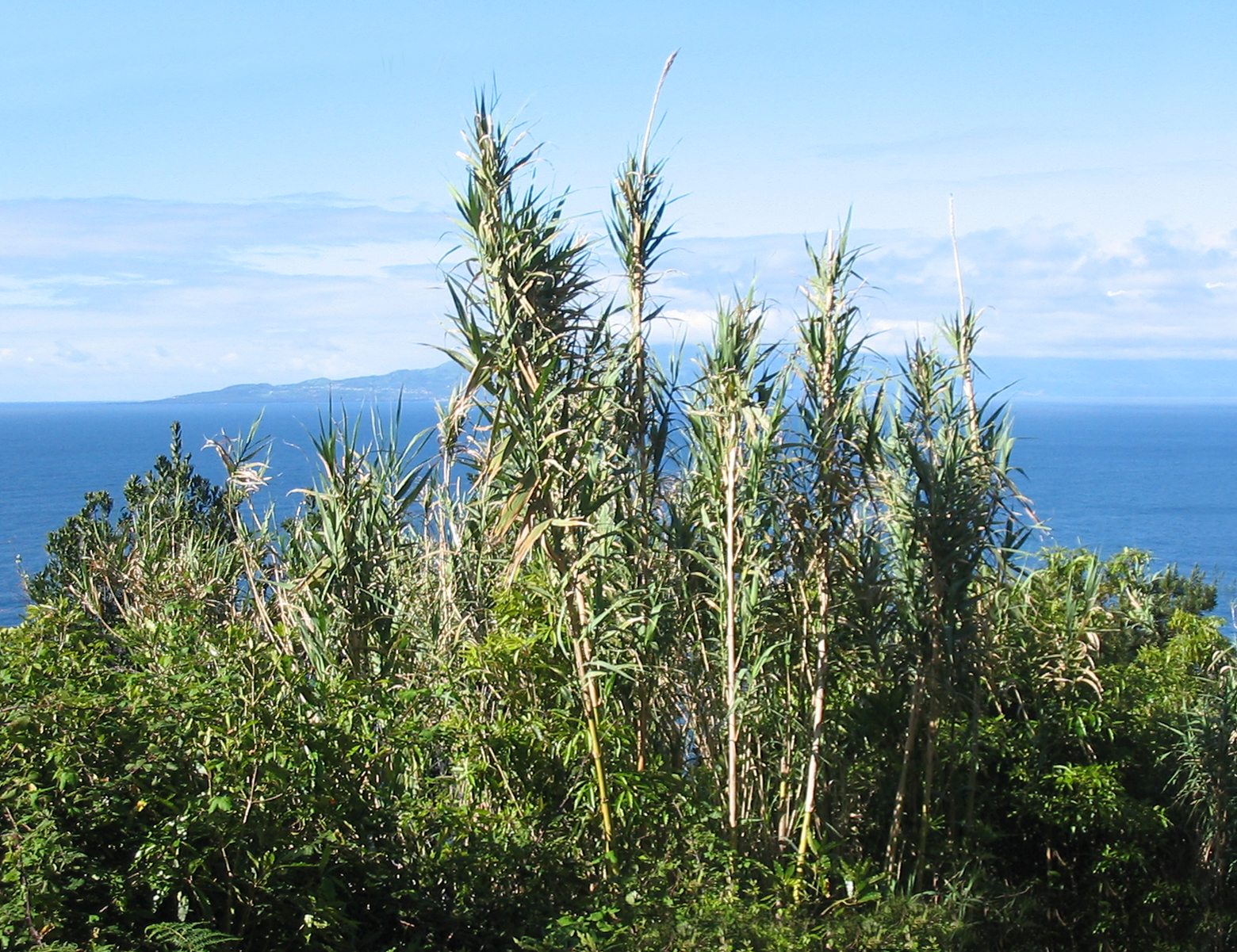
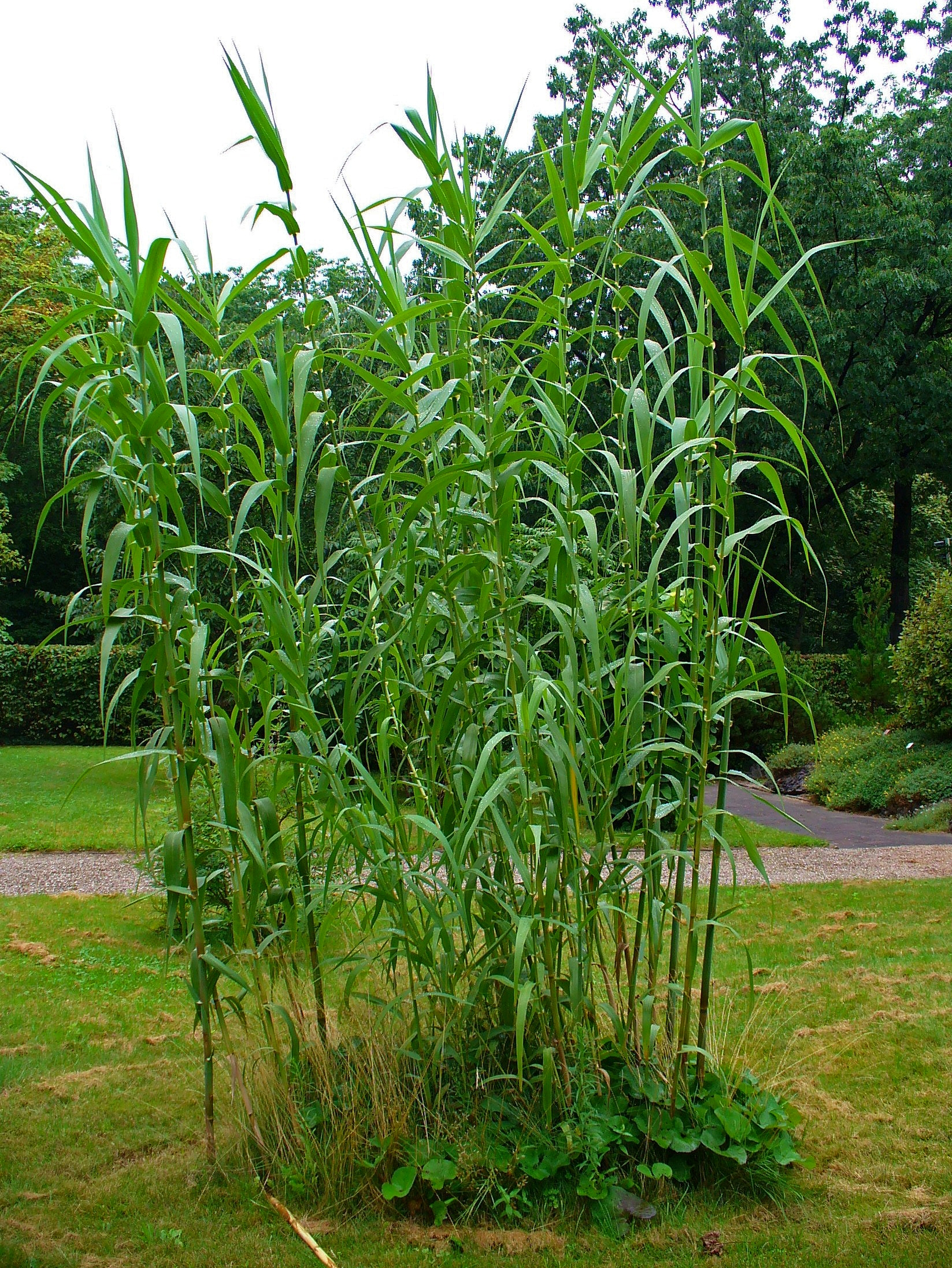